# Frank Chacksfield
Frank Chacksfield est un compositeur britannique né le 9 mai 1914 à Battle en Angleterre, décédé le 9 juin 1995.

## Filmographie
- 1954 : A Time to Kill
- 1954 : Meet Mr. Malcolm
- 1954 : The Harassed Hero
- 1967 : Sexton Blake
- 1997 : Thank You for the Music

## Pour approfondir